# Certificado de oro

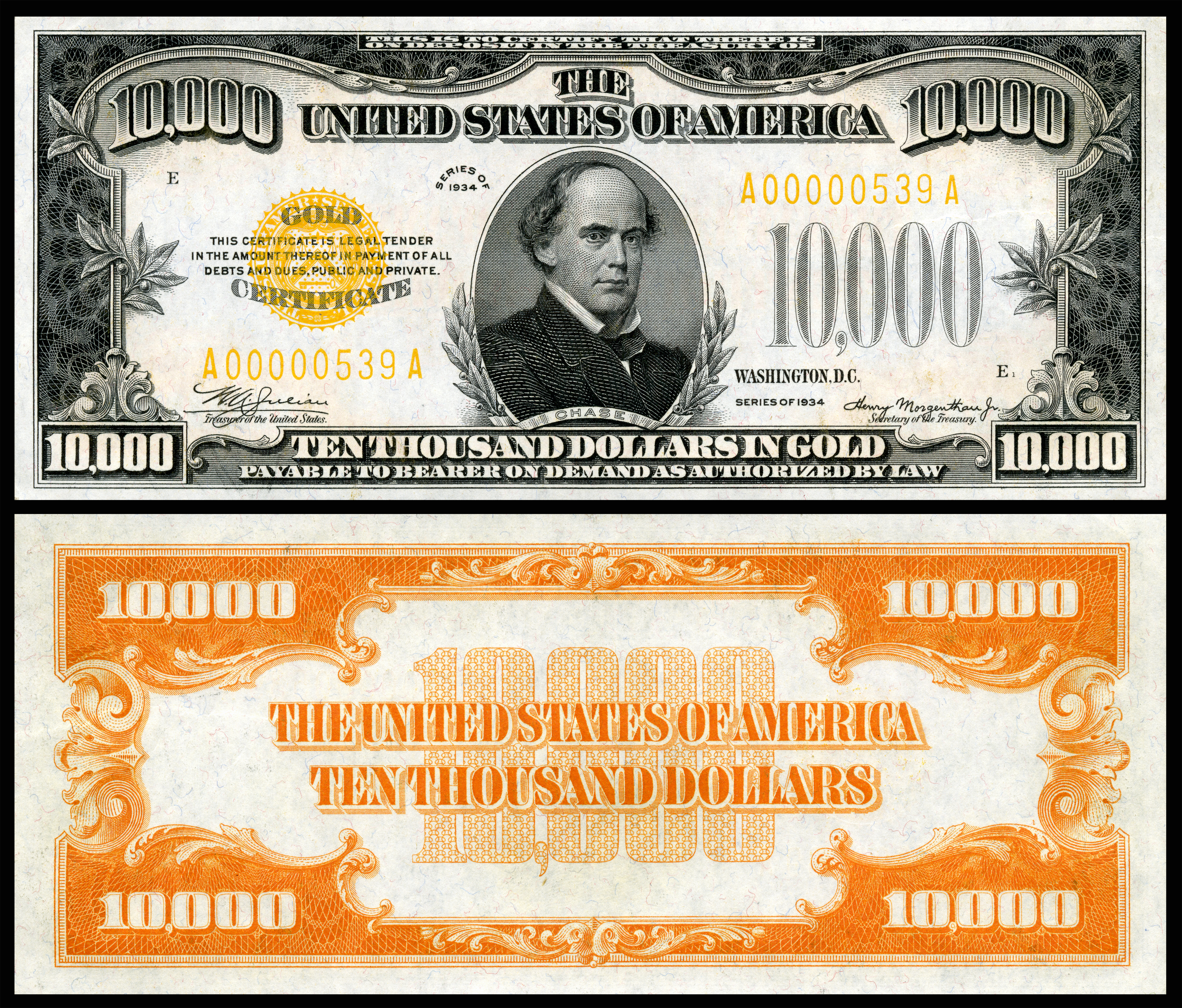
Un certificado de oro de $ 10,000 de la Serie 1934 que representa a Salmon P. Chase, Smithsonian Institution

Un certificado de oro en general es un certificado de propiedad que poseen los propietarios de oro en lugar de almacenar el oro real. Tiene tanto un significado histórico como papel moneda estadounidense (1863–1933) y un significado actual como una forma de invertir en oro. 
Los bancos pueden emitir certificados de oro para el oro asignado (no fungible) o no asignado ( fungible o agrupado). Los certificados de oro no asignados son una forma de banca de reserva fraccionaria y no garantizan un intercambio equitativo por el metal en el caso de una corrida en el oro en depósito del banco emisor. Los certificados de oro asignados deben estar correlacionados con barras numeradas específicas, aunque es difícil determinar si un banco está asignando incorrectamente una sola barra a más de una parte.

## Certificados de oro de Estados Unidos (1863–1933)
El certificado de oro se usó desde 1863 hasta 1933 (aunque existe el extraño problema de 1934) en los Estados Unidos como una forma de papel moneda. Cada certificado otorgó a su titular el título de una cantidad correspondiente de monedas de oro a la tasa legal de $ 20,67 por onza troy establecida por la Ley de Monedas de 1834. Por lo tanto, este tipo de papel moneda estaba destinado a representar monedas de oro reales. En 1933, el gobierno de EE. UU. Puso fin a la práctica de canjear estos billetes por monedas de oro y hasta 1964 era ilegal poseer estos billetes. (En 1964, estas restricciones se levantaron, principalmente para permitir que los coleccionistas posean ejemplos legalmente; sin embargo, el problema se convirtió técnicamente en moneda de curso legal estándar sin conexión con el oro. ) 
Después del retiro del oro en 1933, los certificados de oro fueron retirados de la circulación. Como se señaló anteriormente, era ilegal poseerlos. Ese hecho, y el temor público de que las billetes se devalúen y se vuelvan obsoletas, dio como resultado que la mayoría de las billetes circulantes se retiren. En general, esos billetes son escasos y valiosos, especialmente ejemplares en buenas condiciones o como "nuevas". 
La historia temprana de los certificados de oro de los Estados Unidos es algo confusa. Fueron autorizados según la Ley del 3 de marzo de 1863, pero a diferencia de los billetes de los Estados Unidos también autorizados, aparentemente no se imprimieron hasta 1865. No tenían una fecha de serie, y fueron fechados a mano en el momento de la emisión. "Emisión" significaba que el gobierno asumió el valor equivalente en oro, y las primeras series de certificados de oro prometieron pagar la cantidad solo al depositante, quien se identificara explícitamente en el certificado. El primer número presentaba una viñeta de un águila uniformemente en todas las denominaciones. Varias númeraciones posteriores (series 1870, 1871 y 1875) presentaron varios retratos de personajes históricos. El reverso estaba en blanco o presentaba diseños abstractos. La única excepción fueron los $ 20 de 1865, que tenían una imagen de una moneda de oro de $ 20. 
De 1862 a 1879, los Bonos de los Estados Unidos eran de curso legal y el papel moneda dominante, pero no eran convertibles a su valor nominal en oro y se negociaban con descuento. Sin embargo, algunas transacciones, como los derechos de aduana y los intereses de la deuda federal, debían realizarse en oro. Por lo tanto, los primeros certificados de oro eran aceptables en algunas transacciones donde los Bonos de los Estados Unidos no lo eran, pero no se usaban en circulación general debido a su valor de prima. Después de 1879, el gobierno estaba dispuesto a canjear los Bonos de los Estados Unidos a su valor nominal en oro, poniendo a los Bonos de los Estados Unidos a la par con los certificados de oro, haciendo de este último también un candidato para la circulación general. 
La Serie de 1882 fue la primera serie pagadera al portador; era transferible y cualquiera podía canjearlo por el equivalente en oro. Este fue el caso con todas las series de certificados de oro a partir de ese momento, con la excepción de 1888, 1900 y 1934. Las series de 1888 y 1900 se emitieron a depositantes específicos, como antes. La serie de 1882 tenía los mismos retratos que la serie de 1875, pero un diseño posterior diferente, con una serie de águilas, así como un complejo trabajo de borde. 
Los certificados de oro, junto con todas las demás monedas de EE. UU., Se hicieron en dos tamaños: un tamaño más grande de 1865 a 1928 y un tamaño más pequeño de 1928 a 1934. El reverso de todas los billetes de gran tamaño y también los de pequeño tamaño de la Serie de 1934 eran de color naranja, lo que resultó en el apodo de "goldbacks". El dorso de los billetes de la Serie de 1928 era verde, e idéntico a la denominación correspondiente de los Bonos de la Reserva Federal más familiares, incluidos los edificios habituales en los diseños de $ 10 a $ 100 y los diseños abstractos menos conocidos de denominaciones de $ 500 y más . Con la cuestión de 1934, la promesa de pago se modificó con la frase "según lo autoriza la ley", ya que el reembolso ahora se limitaba solo a ciertas entidades. La frase "en moneda de oro" se cambió a "en oro" ya que la cantidad física de oro representada variará con los cambios en el precio del gobierno. Tanto los certificados de oro de tamaño grande como los pequeños tienen un sello de tesorería de oro en el anverso, al igual que los Bonos de los EE. UU. Cuentan con un sello rojo, certificados de plata (excepto los billetes de Hawái y África del Norte de la Segunda Guerra Mundial) un sello azul y los Bonos de la Reserva Federal un sello verde. 
Otra serie interesante es la Serie de 1900. Junto con los $ 5.000 y $ 10.000 de la Serie de 1888, todos los billetes de 1900 (solo $ 10.000 de denominación) se han canjeado y ya no tienen estado de curso legal. La mayoría fueron destruidos, con la excepción de un número de billetes de $ 10.000 de 1900 que estaban en una caja en una oficina de correos cerca del Tesoro de los Estados Unidos en Washington D. C.. Hubo un incendio el 13 de diciembre de 1935, y los empleados arrojaron cajas en llamas a la calle. La caja de monedas canceladas de alta denominación se abrió de golpe. Para consternación de todos, no valían nada. Hay varios cientos desaparecidos, y su propiedad es técnicamente ilegal, ya que son propiedad robada. Sin embargo, debido a su falta de valor intrínseco, el gobierno no ha procesado a ningún tenerdor, citando preocupaciones más importantes. Tienen un valor de coleccionista en el mercado numismático y, como se señala en The 100 Greatest American Currency Notes de Bowers y Sundermans, los únicos billetes de los Estados Unidos que se pueden comprar por menos de su valor nominal. Este es el único ejemplo de "circulación" de moneda estadounidense que no es una obligación del gobierno y, por lo tanto, no puede canjearse en un Banco de la Reserva Federal. El billete lleva el retrato de Andrew Jackson y no tiene un diseño impreso en el reverso.

## Emisiones

### Series y variedades
| Series  | Value                                 | Features/varieties |
| ------- | ------------------------------------- | --- |
| 1865    | $20, $100$500, $1,000$5,000$10,000    | Las notas de este primer número son extremadamente raras en denominaciones más bajas ($ 20 y $ 100). Se informa que existen solo $ 1000 y $ 5000 en una colección del gobierno, y nunca se han visto $ 500 o $ 10 000 emitidos. Además de las dos firmas grabadas habituales en los billetes de los Estados Unidos (el Registro del Tesoro y el Tesorero de los Estados Unidos), las emisiones anteriores de los certificados de oro (es decir, 1865, 1870, 1875 y 1882) incluían una tercera firma de uno de los tesoreros asistentes de los Estados Unidos (en Nueva York o Washington D. C.). Conocida como una nota con firma o triple firma, esta característica existía para todas las Series anteriores a 1882 (y la primera impresión de la Serie 1882). |
| 1870–75 | $100, $500$1,000$5,000$10,000         | Las notas de la serie 1870 introdujeron retratos a los certificados de oro. Tanto la Serie de 1870 como la Serie de 1875 son notas refrendadas. Entre las dos series, los $ 100 son extremadamente raros, los $ 500, $ 1000 y $ 10 000 son únicos (en colecciones gubernamentales), y los $ 5000 son desconocidos. |
| 1882    | $20, $50$100, $500$1,000$5,000$10,000 | La Ley de 12 de julio de 1882 autorizó denominaciones "no menos de $ 20". |
| 1888    | $5,000$10,000                         | Los billetes de la serie 1888 estaban destinados al uso bancario para equilibrar cuentas sin tener que transportar grandes volúmenes de lingotes de oro o divisas. Todos han sido redimidos. |
| 1900    | $10,000                               | Cancelado - No es de curso legal. Existen varios cientos de notas y ocasionalmente aparecen ejemplos a la venta. Véase más arriba. |
| 1905    | $20                                   | |
| 1906    | $20                                   | |
| 1907    | $10$1,000                             | |
| 1913    | $50                                   | |
| 1922    | $10, $20$50, $100$500, $1,000         | |

### Conjunto completo de tipos de certificados de oro de Estados Unidos

#### Pequeño
| Valor     | Serie | El p.   | Imagen                                                                    | Retrato            | Variedades de firma y sello                                       |
| --------- | ----- | ------- | ------------------------------------------------------------------------- | ------------------ | ----------------------------------------------------------------- |
| $ 10      | 1928  | Fr.2400 | $10 Gold Certificate, Series 1928, Fr.2400, depicting Alexander Hamilton  | Alexander Hamilton | 2400 - Woods y Mellon - oro 2401 - Woods y Mellon (1928A) - oro.  |
| $ 20      | 1928  | Fr.2402 | $20 Gold Certificate, Series 1928, Fr.2402, depicting Andrew Jackson      | Andrew Jackson     | 2402 - Woods y Mellon - oro 2403 - Woods and Mills (1928A) - oro. |
| $ 50      | 1928  | Fr.2404 | $50 Gold Certificate, Series 1928, Fr.2404, depicting Ulysses Grant       | Grant Ulises       | 2404 - Woods y Mellon - oro                                       |
| $ 100     | 1928  | Fr.2405 | $100 Gold Certificate, Series 1928, Fr.2405, depicting Benjamin Franklin  | Benjamin Franklin  | 2405 - Woods y Mellon - oro.                                      |
| $ 500     | 1928  | Fr.2407 | $500 Gold Certificate, Series 1928, Fr.2407, depicting William McKinley   | William McKinley   | 2407 - Woods y Mellon - oro.                                      |
| $ 1,000   | 1928  | Fr.2408 | $1,000 Gold Certificate, Series 1928, Fr.2408, depicting Grover Cleveland | Grover Cleveland   | 2408 - Woods y Mellon - oro.                                      |
| $ 5,000   | 1928  | Fr.2410 | $5,000 Gold Certificate, Series 1928, Fr.2410, depicting James Madison    | James Madison      | 2410 - Woods y Mellon - oro.                                      |
| $ 10,000  | 1928  | Fr.2411 | $10,000 Gold Certificate, Series 1928, Fr.2411, depicting Salmon P. Chase | Salmon P. Chase    | 2411 - Woods y Mellon - oro.                                      |
| $ 100     | 1934  | Fr.2406 | $100 Gold Certificate, Series 1934, Fr.2406, depicting Benjamin Franklin  | Benjamin Franklin  | 2406 - Julián y Morgenthau - oro.                                 |
| $ 1,000   | 1934  | Fr.2409 | $1,000 Gold Certificate, Series 1934, Fr.2409, depicting Grover Cleveland | Grover Cleveland   | 2409 - Julián y Morgenthau - oro.                                 |
| $ 10,000  | 1934  | Fr.2412 | $10,000 Gold Certificate, Series 1934, Fr.2412, depicting Salmon P. Chase | Salmon P. Chase    | 2412 - Julián y Morgenthau - oro.                                 |
| $ 100,000 | 1934  | Fr.2413 | $100,000 Gold Certificate, Series 1934, Fr.2413, depicting Woodrow Wilson | Woodrow Wilson     | 2413 - Julián y Morgenthau - oro.                                 |

## Uso moderno por parte del Sistema de la Reserva Federal
Desde el momento de la legislación de retirada de oro, el Tesoro de los Estados Unidos ha emitido certificados de oro a los bancos de la Reserva Federal. El Secretario de Hacienda está autorizado a "prescribir la forma y las denominaciones de los certificados". Originalmente, este era el propósito de la Serie de Certificados de 1934 que se emitieron solo a los bancos y nunca al público. Sin embargo, desde la década de 1960, la mayoría de los certificados en papel han sido destruidos, y la forma actualmente prescrita de los "certificados" emitidos a la Reserva Federal es una cuenta electrónica de registro de libros entre la Reserva Federal y el Tesoro. El sistema electrónico de registro de libros también permite que los diversos bancos regionales de la Reserva Federal intercambien saldos de certificados entre ellos.
A diciembre de 2013, la Reserva Federal informó que tenía un valor nominal de $ 11.037 mil millones de estos certificados. El Tesoro respalda estos certificados al mantener una cantidad equivalente de oro al tipo de cambio legal de $ 42 2/9 por onza troy de oro, aunque la Reserva Federal no tiene derecho a cambiar los certificados por oro. Como los certificados están denominados en dólares en lugar de en un peso fijo de oro, cualquier cambio en la tasa de cambio legal hacia la tasa de mercado (mucho más alta) resultaría en una ganancia contable inesperada para el Tesoro. 

## Catálogo de series
Este es un cuadro de algunas de las series de certificados de oro impresos. Cada entrada incluye: año de la serie, descripción general e impresión de figuras, si están disponibles. 
| Serie | Denominaciones | Firmas                            | Figura de impresión |
| ----- | -------------- | --------------------------------- | ------------------- |
| 1928  | $ 10           | WO Woods - Andrew W. Mellon       | 33 356 000          |
| 1928  | $ 20           | WO Woods - Andrew W. Mellon       | 67 704 000          |
| 1928  | $ 50           | WO Woods - Andrew W. Mellon       | 5 520 000           |
| 1928  | $ 100          | WO Woods - Andrew W. Mellon       | 3 240 000           |
| 1928A | $ 100          | WO Woods - Ogden L. Mills         | 120 000 *           |
| 1934  | $ 100          | WA Julian - Henry Morgenthau, Jr. | 120 000 *           |
| 1928  | $ 500          | WO Woods - Andrew W. Mellon       | 420 000             |
| 1928  | $ 1000         | WO Woods - Andrew W. Mellon       | 288 000             |
| 1934  | $ 1000         | WA Julian - Henry Morgenthau, Jr. | 84 000 *            |
| 1928  | $ 5000         | WO Woods - Andrew W. Mellon       | 24 000              |
| 1928  | $ 10 000       | WO Woods - Andrew W. Mellon       | 48 000              |
| 1934  | $ 10 000       | WA Julian - Henry Morgenthau, Jr. | 36 000 *            |
| 1934  | $ 100 000      | WA Julian - Henry Morgenthau, Jr. | 42 000 *            |

*Notas: Todos los certificados de oro de la Serie 1928A fueron enviados a la destrucción y nunca fueron liberados; ninguno se sabe que existe. Todos los certificados de oro de la Serie 1934 se emitieron solo a bancos y no estaban disponibles para el público. Los certificados de oro de la Serie 1934 también se distinguen de los certificados de oro anteriores en su cláusula de oro, que agrega la frase "según lo autorizado por la ley" para denotar que estas notas no pueden ser legalmente mantenidas por particulares, y por sus distintivos reveses de color naranja. Solo unos pocos ejemplares de museo de estos certificados de oro de la Serie 1934 sobreviven hoy. El billete de $ 100,000 es la mayor denominación de moneda emitida por los Estados Unidos.